# Gudbrandsdalslågen
Gudbrandsdalslågen, též Lågen, je řeka v Norsku. Je dlouhá 204 km.

## Průběh toku
Odtéká z jezera Lesjaskogsvatnet v obci Lesja v kraji Innlandet, jež je z části uměle nadrženo. Do jezera Lesjaskogsvatnet se vlévá mnoho potůčků z hor Digervarden (1780 m n. m.) a Storhøe (1868 m n. m.). Jezero leží 611 metrů nad mořem a jeho plocha je přibližně 5 km². Gudbrandsdalslågen odtéká z jezera k východu. U Lillehammeru se Gudbrandsdalslågen ze severu vlévá do jezera Mjøsa a to pak opouští pod jménem Vorma. Ta se vlévá zprava do Glommy.